# Paola Ghidoni
Pour les articles homonymes, voir Ghidoni.
Paola Ghidoni, née le 8 juillet 1963 à Montecchio Maggiore, est une femme politique italienne, membre du parlement européen depuis le 2 novembre 2022 en remplacement de Mara Bizzotto.